# Governatorato di Ariana
Il governatorato di Ariana (in arabo ولاية أريانة) è uno dei 24 governatorati della Tunisia. Venne istituito nel 1983 e si trova nella parte settentrionale del paese, nei pressi della capitale Tunisi. Prende il nome dal suo capoluogo Ariana.

## Municipalità
Il governatorato comprende 5 municipalità:
- Ariana
- Ettadhamen-Mnihla
- Kalâat El Andalous
- Raoued
- Sidi Thabet
- La Soukra

## Geografia antropica

### Suddivisioni amministrative
Il governatorato è diviso in 7 delegazioni, a loro volta suddivise in 48 settori.
- Ariana
- Ettadhamen
- Kalaât El Andalous
- La Soukra
- Mnihla
- Raoued
- Sidi Thabet